# La saga de los malditos
La saga de los malditos es una novela escrita por Chufo Lloréns en la que narra la persecución de los judíos en la Edad Media y el Holocausto nazi. 
Fue publicada en 2003 por la editorial EDICIONES B. El autor, Chufo Lloréns, es un barcelonés nacido en 1931. Estudió Derecho pero ha trabajado en ámbitos distintos al jurídico, especialmente en el mundo del espectáculo. Su gran pasión es escribir, tarea en la que se inició relativamente tarde con su novela Nada sucede la víspera (1986), que fue finalista del Premio Planeta.
La novela transcurre en dos épocas diferentes. La primera en 1387 durante el medioevo español y la segunda en 1933, con el ascenso de Hitler al poder. Ambas épocas son oscuras y solo el amor y la generosidad propios de sus jóvenes protagonistas son capaces de llevar a buen puerto las naves de sus destinos.

## Argumento
No se puede hablar en esta novela de argumento sino de dos argumentos porque, en realidad, son dos novelas en una. Dos novelas independientes y claramente diferenciadas, con la única conexión entre ellas de que algunos personajes ambientados en la Alemania nazi descienden de los protagonistas de la parte del libro ambientada en el Toledo del siglo XIV.
Ambas giran en torno al problema judío, centrándose en dos épocas: los judíos españoles en la segunda mitad del siglo XIV y los judíos alemanes durante la dominación nazi. 

### Primera parte
En una de las novelas nos situamos en la España medieval, en torno al año 1387. Esther es la hija única del importantísimo rabino de la comunidad judía de Toledo. Desde niña, su padre ha apañado su matrimonio con Rubén ben Amía, el hijo de un amigo suyo, rico como ellos. Pero a Esther no le gusta el erudito Rubén (quien, sin embargo, está enamorado de ella desde siempre) y no desea casarse con él, máxime cuando conoce a Simón, el hijo de un comerciante y ambos se enamoran perdidamente.
Toledo vive tiempos convulsos y una lucha contra los judíos se prepara, auspiciada por el obispo de la ciudad quien desea que las tiendas cercanas a la catedral sean derruidas para ampliar la misma. Para lograrlo, contrata a un grupo de sicarios quienes van a encargarse de prender entre los cristianos la llama antisemita. El día del Viernes Santo todo estalla: el barrio judío es quemado, muchos judíos asesinados y, cuando el gran rabino se acerca para auxiliar a su pueblo, una tea ardiendo le cae en la cabeza, causándole grandes heridas. Muere a los pocos días, no sin antes asistir a los esponsales de su hija. En su testamento, dispone que su hija y su marido huyan de la ciudad, se establezcan en otra y cambien sus apellidos para evitar ser reconocidos en un futuro. Así empieza una nueva vida para los esposos.
Mientras tanto Simón, a quien todos daban por muerto, ha logrado recuperarse de las heridas sufridas por el grupo agitador y vuelve a Toledo para allí enterarse de las nuevas respecto de su amada.

### Segunda parte
La segunda novela tiene lugar en la Alemania nazi, antes y después de la Segunda Guerra Mundial.
La protagonista es la familia Pardenvolk, unos judíos riquísimos que se dedican desde siempre a la venta de diamantes. En realidad, son medio judíos, sólo el padre lo es; la madre es cristiana y en la ley mosaica la raza la transmite la madre por lo que los tres hijos del matrimonio Sigfrid y los gemelos Hannah y Manfred no son realmente judíos aunque, por respeto a su padre, han seguido algunos de los preceptos de su religión. Cuando Hitler alcanza el poder, viendo lo que se avecinaba, el matrimonio Pardenvolk huye junto a su hija Hannah a Viena. Los chicos se quedan y cambian de apellido para que no se les reconozca como medio judíos. La misma Hannah vuelve al poco tiempo para estar con sus hermanos y su novio Eric, alemán de pura cepa, íntimo amigo de Sigfrid.
Pronto los tres hermanos van a incorporarse a la resistencia para luchar, cada uno a su manera, contra el tirano. Así, asistiremos a sus peripecias por sobrevivir en un ambiente cada vez más hostil.